# Escudo de Oro

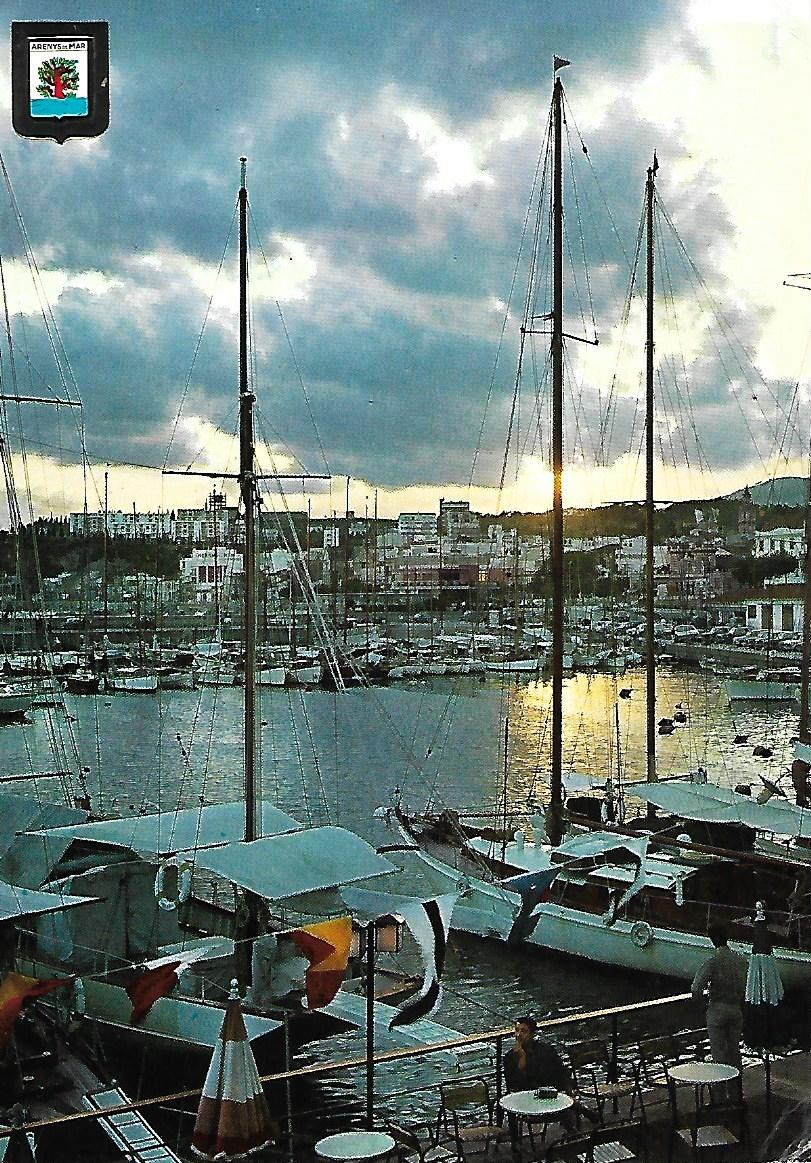
Postal Escudo de Oro amb una vista de port d'Arenys de Mar (1966)

Escudo de oro va ser una editorial de Barcelona especialitzada en l'edició de postals i altres productes basats en la fotografia per a consum turístic.
L'empresa va néixer a Barcelona l'any 1956 com Fotografía Industrial (FISA)-Escudo de Oro. Aprofitant l'auge del turisme durant els anys seixanta del segle XX (comportant el costum "turístic" d'enviar postals a familiars i coneguts des del lloc de destinació) l'empresa va créixer ràpidament i va registrar una gran expansió. Les seves postals es podien trobar a tot arreu, fins i tot a l'estranger. Als anys setanta va generar nous productes, com ara una col·lecció de llibres (en diversos idiomes) que eren reculls de fotografies i que estaven pensats, sobretot, per a servir de record d'un viatge, una estada, una visita, etc. (Todo Valencia, Toda Andalucía, Tutto Gaudi, Palau de la Música Catalana..)
Les postals Escudo de Oro eren editades a color i abracen nombroses temàtiques. Les clàssiques, com els monuments, els paisatges o les vistes, però també d'altres més estretament lligades al turisme com la gastronomia, o les tradicions. També va produir postals publicitàries, per encàrrec.
S'identificaven fàcilment perquè, a l'anvers, mostraven un escut del lloc relacionat amb la postal emmarcat per una vora daurada.
L'empresa va entrar en crisi al voltant de l'any 2000 i aleshores va deixar d'editar postals i llibres, reconvertint-se i centrant-se en la distribució de "souvenirs" i altres productes de consum turístic.
Les postals Escudo de Oro han esdevingut objecte de col·leccionisme.